# Chaul
Chaul fue un antiguo territorio de Portugal entre los años 1521 y 1740. Está localizado en el subcontinente indio, a 60 kilómetros al sur de Bombay.
Fue visitada por Atanasio Nikítin en 1740, y por Jan Huygen van Linschoten en 1583.
En 1740, Chaul fue cedida a los hindúes marathas pero fue abandonada por sus nuevos soberanos. En el pueblo de Korlai, cerca de las ruinas de Chaul, todavía hay hablantes de portugués en forma dialectalizada.